# Drie Leien
De Drie Leien is een wijk die deel uitmaakt van Afsnee, en gesitueerd is in de Assels, ten zuiden van Drongen. De wijk is genoemd naar de plaats waar men zogezegd ‘drie Leie-armen’ kan zien. Eigenlijk is dit de plaats waar de Leie zich in twee takken splitst. De zuidelijke tak stroomt via Afsnee-kerk richting Gent. De noordelijke tak van de Leie die vanaf de 'Drie Leien' langs het gemeenteplein en de abdij van Drongen stroomt is voor scheepvaart niet bruikbaar.  In het oosten wordt de wijk begrensd door een Oude Leie-arm, die tot 1977 de grens vormde tussen de voormalige gemeenten Drongen en Afsnee.
De wijk wordt ook wel aangeduid als Afsnee-Drie-Leien

## Geschiedenis
Het meersengebied bleef tot het begin van de 20ste eeuw bijna volledig onbebouwd. Na de aanleg van de Pontbrug tussen Drongen en de Assels werd het gebied toegankelijker en ontwikkelde zich langzamerhand een stratenpatroon, waarlangs vnl. zomer -en weekendhuisjes werden neergepoot. Het gebied was immers in het winterseizoen nogal onderhevig aan overstromingen. Na het graven van de Ringvaart in 1967 verbeterde dit. De 'Drie Leien' groeiden nu uit tot een residentiële woonwijk en de vakantiehuisjes verdwenen grotendeels uit het straatbeeld. Desondanks kende de wijk nog een aantal overstromingen, waarvan deze van december 2002 voorlopig de laatste was. Nadien werden de Leiedijken nog verstevigd en overal op eenzelfde hoogte gebracht. In 2012 werd de hele wijk op het rioleringsnet aangesloten en zijn de straten heraangelegd.

## Toegankelijkheid
Hoewel de 'Drie Leien' historisch gezien tot Afsnee behoren, is deze wijk voor autoverkeer enkel toegankelijk vanuit Drongen, via de Pontbrug. De wijk is altijd aangewezen geweest op Drongen-Centrum en behoort tot diezelfde parochie. Tevens gebruikt men dezelfde postcode als Drongen: '9031'. Veelal wordt de wijk dan ook als onderdeel van Drongen beschouwd.
Fietsers en voetgangers kunnen sinds de aanleg van de R4-buitenring ook via het parallel fietspad andere delen van Gent bereiken. Binnen bepaalde uren kan er ook nog gebruikgemaakt worden van een fiets –en voetveer dat een verbinding verzorgt over de Leie tussen de Assels en Afsnee-dorp.